# Mascagnia brevifolia
Mascagnia brevifolia là một loài thực vật có hoa trong họ Malpighiaceae. Loài này được Griseb. mô tả khoa học đầu tiên năm 1879.